# Західноіберійські мови
Західноібері́йські мо́ви — гілка іберо-романської підгрупи мов, яка включає в себе піренейсько-мосарабські мови, кастильські мови, леонсько-астурійські мови та галісійсько-португальські мови. Тобто всі романські мови Піренейського півострова, окрім каталанської та її діалектів.

## Історія

Лінгвістична ситуація на Піренеях з 11 по 21 століття

Ще кілька століть тому західноіберійські мови сформували діалектний континуум, що охоплює західні, центральні і південні частини Піренейського півострова, за винятком Країни Басків та каталаномовних територій. Ця ситуація зберігається донині в деяких регіонах, особливо в північній частині півострова. Але ці мови мали різну долю, на яку впливали незалежність Португалії з початку 12 століття, об'єднання Іспанії наприкінці 15 століття. Іспанська (кастильська) та португальська, як правило, значною мірою поглинають інші мови групи, і в той же час розходяться одна від одної.

## Класифікація
- Західноіберійські мови
  - Леонсько-астурійські мови
    - Астурійська мова
    - Леонська мова
    - Мірандська мова
    - Естремадурська мова
    - Кантабрійська мова

  - Кастильські мови
    - Кастильська мова
    - Ладіно

  - Галісійсько-португальські мови
    - Португальська мова
    - Галісійська мова
    - мова Фала
    - Єврейсько-португальська мова†

  - Піренейсько-мосарабські мови
    - Арагонська мова
    - Мосарабська мова†
    - Наварсько-арагонська мова†
    - Єврейсько-арагонська мова†